# WHATWG
 (енгл. Web Hypertext Application Technology Working Group) заједница је људи заинтересована за развијање HTML-а и сродних технологија. WHATWG су формирали појединци из -a, Мозила фондације и Опера софтвера 2004. године. Од тада, уредник WHATWG спецификација, Ијан Хиксон, преместио се у Гугл. Крис Вилсон из Мајкрософта је позван, али се није прикључио.
WHATWG има мали одбор назван „Чланови” (енгл. Members) који има моћ да оспори пуноважност уредника спецификације. Било ко може да учествује као Сарадник (енгл. Contributor) тако што ће се прикључити WHATWG мејлинг листи.

## Историја
је формиран као одговор спором развијању W3C интернет стандарда и одлуци W3C-а да напусти HTML у корист XML-базираних технологија. WHATWG мејлинг листа је представљена 4. јуна 2004. године, два дана након што је заједничка иницијатива Опере и Мозиле да се побољшају веб стандарди одбачена од стране чланова W3C-а.
Дана 10. априла 2007, Мозила Фондација, Епл и Опера Софтвер су предложили да нова HTML радна група из W3C-а усвоји WHATWG-ов HTML5 као почетну тачку њеног рада и назове своје будуће продукте као „HTML5”. Дана 9. Маја 2007, нова HTML радна група је одлучила да то и уради.

## Спецификације
активно ради на неколико докумената.
- раније познат као HTML5[9] је пета значајна верзија HTML спецификације и призната је од стране W3C-а као почетна тачка рада нове HTML радне групе. Дана 19. јануара 2011, Ијан Хиксон је нагласио да ће се стандард од тада звати HTML уместо HTML5. Спецификације за HTML ће бити документ који ће се мењати кад је то потребно.[10]
- Интернет радници (енгл. Web Workers)[11] дефинише API који омогућава ECMAScript-у да ефектније користи Вишејезгарне процесоре.
- Микродата (енгл. Microdata) речници[12] дефинишу речнике који се користе са HTML5 Микродата својством.
- Интернет форма 2.0[13] је ажурирана верзија HTML форми. Спецификација неће више бити развијана као самостална, јер су сва својства укључена у HTML5.
- Веб-апликације 1.0[14] садрже HTML5, Интернет Раднике и неколико других спецификација, од којих је неколико само објављивано самостално на W3C-у.

Додатно, постоји веома рани драфт назван Веб Контроле 1.0, који није активно развијан.